# Tour de Ribas
El Tour de Ribas es una carrera ciclista profesional de un día ucraniana que se disputa en Ucrania. Creada en 1995 como carrera amateur, desde el 2016 forma parte del UCI Europe Tour, dentro de la categoría 1.2. En años anteriores la prueba se disputaba por etapas.

## Palmarés
En amarillo: edición amateur.
| Año       | Ganador               | Segundo            | Tercero           |
| --------- | --------------------- | ------------------ | ----------------- |
| 1995      | Kirilo Pospeiev       | Andrey Moskalev    | Valery Makarian   |
| 1996      | Valery Kobzarenko     | Vadim Nanayenko    | Valery Zayets     |
| 1997      | Yuriy Metlushenko     | Valery Kobzarenko  | Valery Makarian   |
| 1998      | Alexei Nakazny        | Yuri Prokopenko    | Alexei Khristanin |
| 1999      | Anatoliy Varvaruk     | Volodomyr Starchyk | Pyotr Koshelenko  |
| 2000      |                       |                    |                   |
| 2001      | Leonid Timchenko      | Andriy Buchko      | Andrei Petushkov  |
| 2002      | Olexander Dykiy       | Andriy Gladkyy     | Andriy Pryshchepa |
| 2003      | Oleksandr Surutkovitx | Andriy Pryshchepa  | Andriy Gladkyy    |
| 2004      | Oleksandr Surutkovitx | Vitaliy Brichak    |                   |
| 2005      | Oleksandr Surutkovitx | Andriy Kutalo      | Yuriy Leontenko   |
| 2006      | Andriy Gladkyy        | Liubomyr Polataiko | Olexandr Klymenko |
| 2007      | Nicolas Gomenuk       | Alexey Shepilov    | Stanislav Volkov  |
| 2008      | Vitaliy Kondrut       | Ruslan Pidgornyy   | Stanislav Volkov  |
| 2009      | Dmytro Popov          | Andrey Gorkusha    | Roman Vyshnevsky  |
| 2010      | Alexey Shmidt         | Andriy Vasylyuk    | Valery Kobzarenko |
| 2011      | Artem Tesler          | Volodymyr Dyudya   | Serhiy Grechyn    |
| 2012      |                       |                    |                   |
| 2013      | Branislau Samoilau    | Siarhei Papok      | Roman Romanovich  |
| 2014-2015 |                       |                    |                   |
| 2016      | Andriy Vasylyuk       | Mykhailo Kononenko | Serhi Lahkuti     |
| 2017      | Serhi Lahkuti         | Andriy Vasylyuk    | Elchin Asadov     |
| 2018      | No se disputó         | No se disputó      | No se disputó     |
| 2019      | Onur Balkan           | Vitaliy Buts       | Matvey Nikitin    |

## Palmarés por países
| País        | Victorias |
| ----------- | --------- |
| Ucrania     | 17        |
| Rusia       | 1         |
| Bielorrusia | 1         |
| Turquía     | 1         |